# Écoivres
Ne doit pas être confondu avec l'ancienne commune d'Écoivres absorbée par Mont-Saint-Éloi.
Écoivres est une commune française située dans le département du Pas-de-Calais en région Hauts-de-France. Ses habitants sont appelés les Écoivrois.
La commune fait partie de la communauté de communes du Ternois qui regroupe 103 communes et compte 37 469 habitants en 2021.

## Géographie

### Localisation
Localisée dans le sud du département du Pas-de-Calais, Écoivres est une commune située, à vol d'oiseau, à 7 km au sud-ouest de la commune de Saint-Pol-sur-Ternoise (aire d'attraction) et à 34 km à l'ouest de la commune d’Arras (chef-lieu d'arrondissement et préfecture du Pas-de-Calais).
Le territoire de la commune est limitrophe de ceux de cinq communes.
Les communes limitrophes sont  Flers, Framecourt, Hautecloque et Nuncq-Hautecôte.

### Géologie et relief
La superficie de la commune est de 2,22 km2 ; son altitude varie de 122  à   148 m.

### Hydrographie
La commune est située dans le bassin Artois-Picardie. Elle n'est drainée par aucun cours d'eau,.

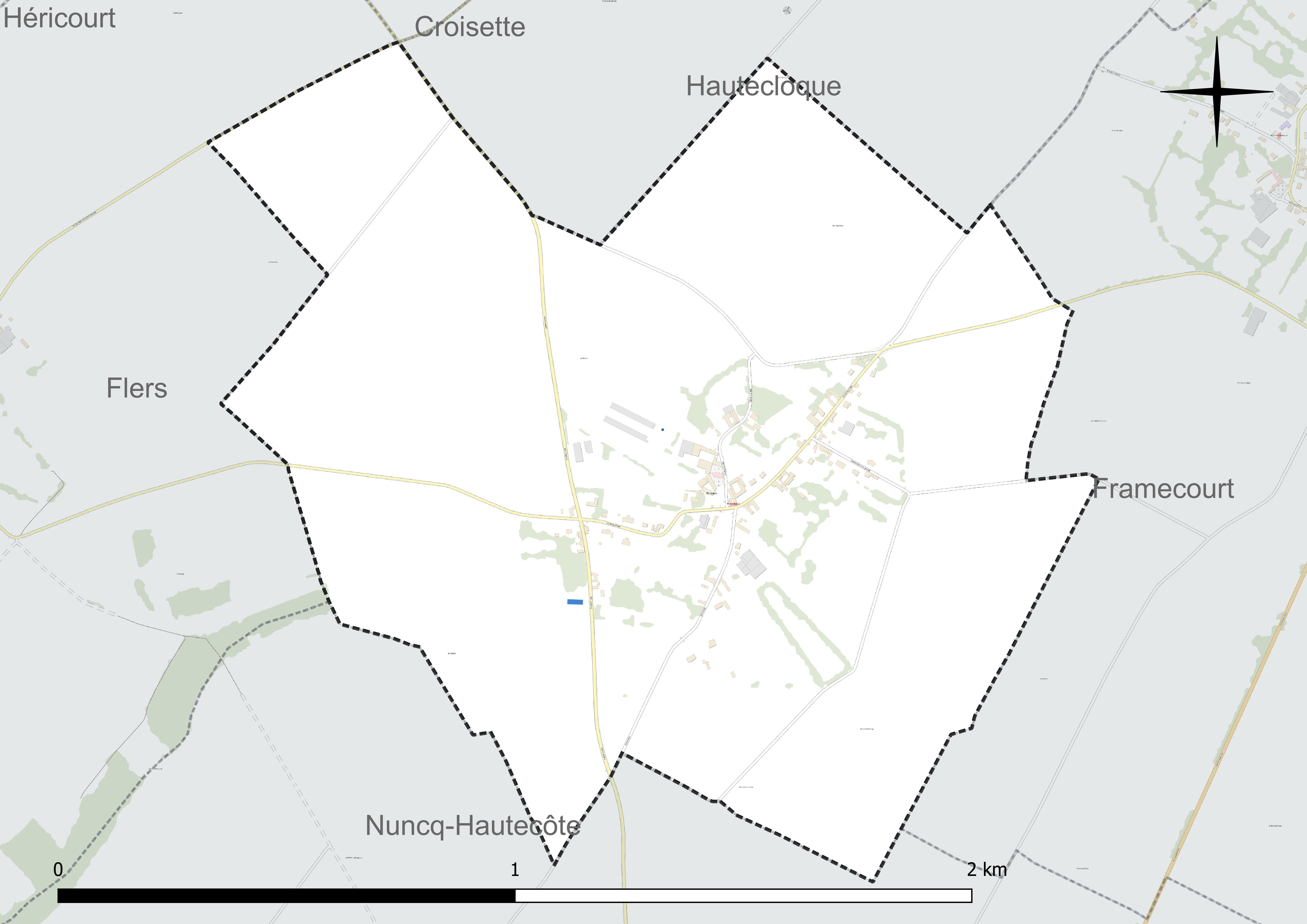
Réseau hydrographique d'Écoivres.

### Climat
Pour des articles plus généraux, voir Climat des Hauts-de-France et Climat du Pas-de-Calais.
En 2010, le climat de la commune est de type climat océanique altéré, selon une étude du CNRS s'appuyant sur une série de données couvrant la période 1971-2000. En 2020, Météo-France publie une typologie des climats de la France métropolitaine dans laquelle la commune est exposée à un climat océanique et est dans la région climatique Côtes de la Manche orientale, caractérisée par un faible ensoleillement (1 550 h/an) ; forte humidité de l'air (plus de 20 h/jour avec humidité relative > 80 % en hiver), vents forts fréquents.
Pour la période 1971-2000, la température annuelle moyenne est de 10 °C, avec une amplitude thermique annuelle de 13,9 °C. Le cumul annuel moyen de précipitations est de 891 mm, avec 12,3 jours de précipitations en janvier et 9,3 jours en juillet. Pour la période 1991-2020, la température moyenne annuelle observée sur la station météorologique la plus proche, située sur la commune de Humières à 9 km à vol d'oiseau, est de 10,9 °C et le cumul annuel moyen de précipitations est de 856,9 mm,. Pour l'avenir, les paramètres climatiques de la commune estimés pour 2050 selon différents scénarios d'émission de gaz à effet de serre sont consultables sur un site dédié publié par Météo-France en novembre 2022.

### Paysages
Pour un article plus général, voir Paysage en France.
La commune s'inscrit dans les « paysages du Ternois » tels qu'ils sont définis dans l'atlas de paysages de la région Nord-Pas-de-Calais, conçu par la direction régionale de l'Environnement, de l'Aménagement et du Logement (DREAL),.
Ces paysages, qui concernent 138 communes avec trois pôles d'attraction que sont Hesdin à l'ouest, Saint-Pol-sur-Ternoise à l'est et, dans une moindre mesure, Frévent en lisière sud, sont délimités par deux cours d'eau : la Canche au Sud et la Ternoise au Nord. Ces paysages sont composés de plateaux, de vallées et de bocages. Les plateaux du Ternois montrent une structure tabulaire assez plane et une altitude assez régulière avec des points culminants entre 150  à   160 m.
Le territoire d'une vingtaine de kilomètres du Nord au Sud et d'Est en Ouest, est traversé par la D 939 reliant Saint-Pol-sur-Ternoise à Hesdin, par la D 912 entre Saint-Pol-sur-Ternoise et Frévent et par la ligne ferroviaire de Saint-Pol-sur-Ternoise à Étaples dans la vallée de la Canche. La position excentrée, en l'absence de grands axes autoroutiers ou ferrés structurants, a permis au Ternois de conserver un caractère rural et une certaine qualité de paysage.
Au niveau de l'occupation des sols, les surfaces cultivées sont omniprésentes sur les plateaux, avec majoritairement la culture de la betterave et de la pomme de terre, et représentent près de 72 % de la surface totale de ces paysages du Ternois, les espaces artificialisés, cantonnés dans les fonds de vallée, représentent 13 % et les surfaces boisées, présentes dans les deux principales vallées de la Ternoise et de la Canche, ne représentent que 6 %.

### Milieux naturels et biodiversité

#### Espèces faunistiques et floristiques
Le site de l'Inventaire national du patrimoine naturel (INPN) recense 98 espèces faunistiques et floristiques sur le territoire de la commune dont 3 protégées et aucune menacée et quasi-menacée.

## Urbanisme

### Typologie
Au 1er janvier 2024, Écoivres est catégorisée commune rurale à habitat dispersé, selon la nouvelle grille communale de densité à sept niveaux définie par l'Insee en 2022.
Elle est située hors unité urbaine. Par ailleurs la commune fait partie de l'aire d'attraction de Saint-Pol-sur-Ternoise, dont elle est une commune de la couronne,. Cette aire, qui regroupe 72 communes, est catégorisée dans les aires de moins de 50 000 habitants,.

### Occupation des sols
L'occupation des sols de la commune, telle qu'elle ressort de la base de données européenne d'occupation biophysique des sols Corine Land Cover (CLC), est marquée par l'importance des territoires agricoles (100 % en 2018), une proportion identique à celle de 1990 (100 %). La répartition détaillée en 2018 est la suivante : 
terres arables (75,1 %), zones agricoles hétérogènes (24,9 %). L'évolution de l'occupation des sols de la commune et de ses infrastructures peut être observée sur les différentes représentations cartographiques du territoire : la carte de Cassini (XVIIIe siècle), la carte d'état-major (1820-1866) et les cartes ou photos aériennes de l'IGN pour la période actuelle (1950 à aujourd'hui).

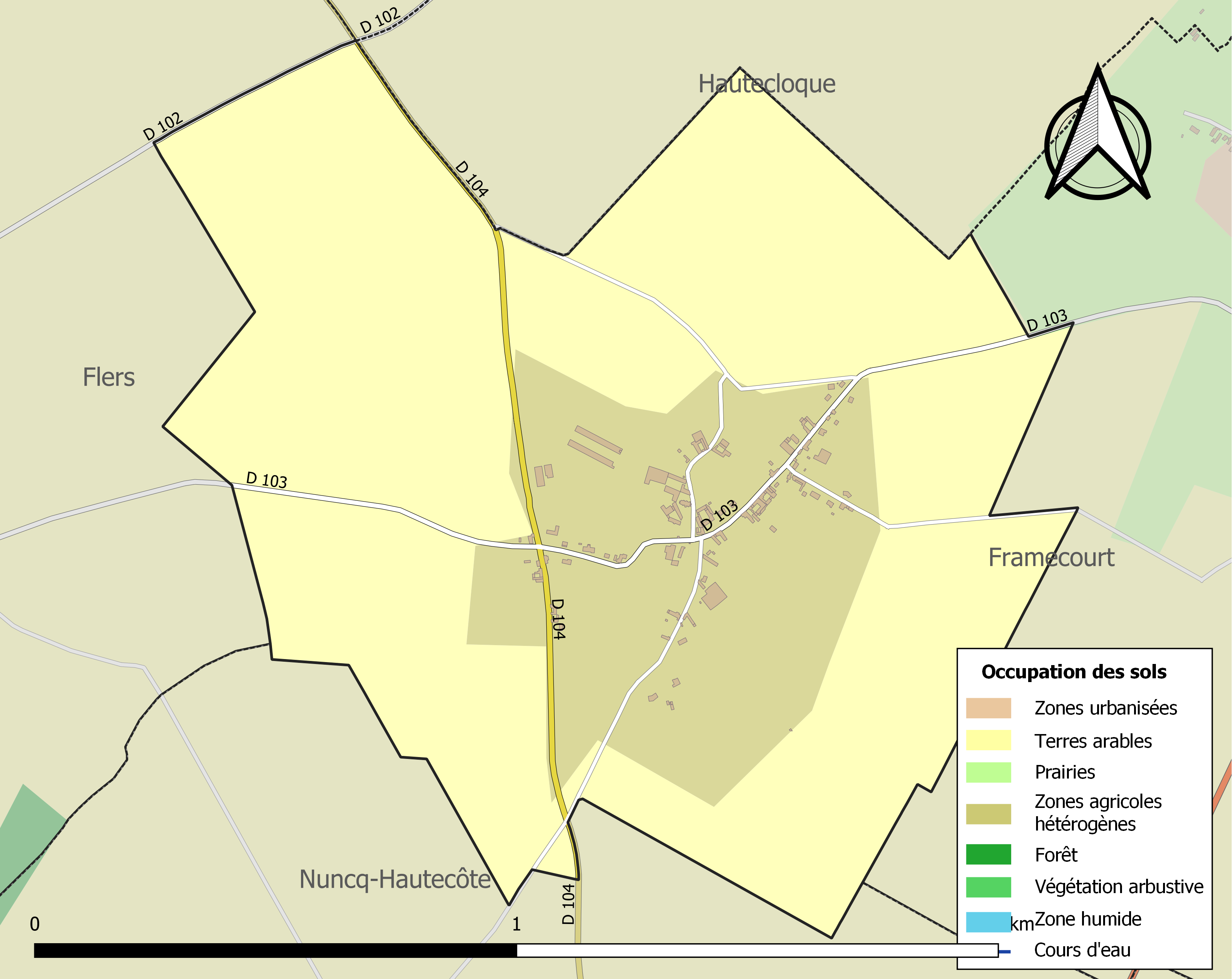
Carte des infrastructures et de l'occupation des sols de la commune en 2018 (CLC).

### Voies de communication et transports

#### Voies de communication
La commune est desservie par les routes départementales D 103 et D 104.

#### Transport ferroviaire
La commune se trouve à 9 km, au sud, de la gare de Saint-Pol-sur-Ternoise, située sur les lignes de Saint-Pol-sur-Ternoise à Étaples et d'Arras à Saint-Pol-sur-Ternoise, desservie par des trains TER Hauts-de-France.

## Toponymie
Le nom de la localité est attesté sous les formes Esquaviæ en 1079 ; Squavæ et Squaviath au XIIe siècle ; Esquaves en 1217 ; Escoives en 1429 ; Escoivres-lez-Hauteclocque en 1739 ; Escoyvres au XVIIIe siècle, Ecoivre en 1793 ; Ecoivres et Écoivres depuis 1801.

## Histoire
Au XVIIe siècle, Écoivres est le siège de plusieurs seigneuries détenues par des familles différentes (voir ci-dessous Section Personnalités liées à la commune).

### Seigneurs d'Écoivre
- Paris Payen, seigneur d'Écoivre, fils de Pierre Payen, avocat fiscal au Conseil provincial d'Artois, seigneur de Bellacourt (hameau de Rivière) et Hautecloque, est anobli en même temps que son père, par lettres données à Lisbonne le 19 mai 1582
- Guillaume Mathon est seigneur d'Écoivre en août 1696. Guillaume Mathon est le fils d'Antoine Mathon, lieutenant au bailliage d'Avesnes, qui a obtenu une des cinq cents lettres d'anoblissement créées par édit du mois de mars 1696. Guillaume habite Arras et est anobli en août 1696, moyennant le versement de six mille livres avec trois mille livres de supplément pour confirmation[21].
- Adrien du Carieul, chevalier d'honneur du conseil d'Artois, seigneur d'Escoivre, bénéficie le 5 octobre 1696, avec l'autorisation des élus d'Artois, de l'enregistrement de pièces validant la noblesse de sa famille. Il est le fils de Jean du Carieul, écuyer et d'Antoinette de Brune, petit-fils d'Adrien du Carieul et arrière-petit-fils de Jean du Carieul et de Michelle de Cavrel[21].

### Première Guerre mondiale
Pendant la Première Guerre mondiale, à la mi-juillet 1915, de même qu'à d'autres périodes ultérieurement, la commune, de même que celles d'Hermaville,  Izel-lès-Hameau, a servi de lieu de cantonnement à des troupes engagées sur le front de l'Artois (le front passait dans la région de Lens-Vimy-Arras).

## Politique et administration

### Découpage territorial
La commune se trouve dans l'arrondissement d'Arras du département du Pas-de-Calais.

#### Commune et intercommunalités
La commune appartient à la communauté de communes du Saint-Polois créée en 1995.
Dans le cadre de la réforme des collectivités territoriales françaises, par la loi de réforme des collectivités territoriales du 16 décembre 2010 (dite loi RCT)  destinée à permettre notamment l'intégration de la totalité des communes dans un EPCI à fiscalité propre, la suppression des enclaves et discontinuités territoriales ainsi que les modalités de rationalisation des périmètres des établissements publics de coopération intercommunale et des syndicats mixtes existants, cette intercommunalité fusionne avec sa voisine, la communauté de communes du pays d'Heuchin, formant le 1er janvier 2013 la communauté de communes des Vertes Collines du Saint-Polois.
Un nouveau mouvement de regroupement intercommunal intervient dans le cadre des dispositions de la loi portant nouvelle organisation territoriale de la République (Loi NOTRe) du 7 août 2015, qui prévoit que les établissements publics de coopération intercommunale (EPCI) à fiscalité propre doivent avoir un minimum de 15 000 habitants. À l'initiative des intercommunalités concernées, la Commission départementale de coopération intercommunale (CDCI) adopte le 26 février 2016 le principe de la fusion de : 

- la communauté de communes de l'Auxillois, regroupant 16 communes, dont une de la Somme, et 5 217 habitants ;

- la communauté de communes de la région de Frévent, regroupant 12 communes et 6 567 habitants ;

- de la communauté de communes des Vertes Collines du Saint-Polois, regroupant 58 communes et 19 585 habitants

- de la communauté de communes du Pernois, regroupant 18 communes et 7 114 habitants. Le schéma départemental de coopération intercommunale (SDCI), intégrant notamment cette évolution, est approuvé par un arrêté préfectoral du 30 mars 2016,.
La communauté de communes du Ternois, qui résulte de cette fusion et dont la commune fait désormais partie, est créée par un arrêté préfectoral entré en vigueur le 1er janvier 2017.

#### Circonscriptions administratives
La commune fait partie depuis 1801 du canton de Saint-Pol-sur-Ternoise. Dans le cadre du redécoupage cantonal de 2014 en France, la composition de ce canton a été modifiée et regroupe désormais 88 communes, dont Écoivres.

#### Circonscriptions électorales
Pour l'élection des députés, la commune dépend de la première circonscription du Pas-de-Calais.

### Élections municipales et communautaires

#### Liste des maires
| Période                                  | Période                       | Identité      | Étiquette | Qualité                                                                   |
| ---------------------------------------- | ----------------------------- | ------------- | --------- | ------------------------------------------------------------------------- |
| Les données manquantes sont à compléter. |                               |               |           |                                                                           |
| mars 2001                                | En cours (au 14 février 2022) | Hervé Bridoux | DVD       | TechnicienRéélu pour le mandat 2014-2020, Réélu pour le mandat 2020-2026, |

## Équipements et services publics

### Enseignement
Les enfants de la commune sont scolarisés dans un  regroupement pédagogique intercommunal (RPI) qui regroupe Écoivres, Framecourt, Hautecloque, Herlincourt, Herlin-le-Sec, Nuncq-Hautecôte.

### Justice, sécurité, secours et défense
La commune dépend du tribunal judiciaire d'Arras, du conseil de prud'hommes d'Arras, de la cour d'appel de Douai, du tribunal de commerce d'Arras, du tribunal administratif de Lille, de la cour administrative d'appel de Douai, du pôle nationalité du tribunal judiciaire d'Arras et du tribunal pour enfants d'Arras.

## Population et société

### Démographie
Les habitants de la commune sont appelés les Écoivrois.

#### Évolution démographique
L'évolution du nombre d'habitants est connue à travers les recensements de la population effectués dans la commune depuis 1793. Pour les communes de moins de 10 000 habitants, une enquête de recensement portant sur toute la population est réalisée tous les cinq ans, les populations de référence des années intermédiaires étant quant à elles estimées par interpolation ou extrapolation. Pour la commune, le premier recensement exhaustif entrant dans le cadre du nouveau dispositif a été réalisé en 2007.

En 2022, la commune comptait 126 habitants, en évolution de −2,33 % par rapport à 2016 (Pas-de-Calais : −0,72 %, France hors Mayotte : +2,11 %).
| 1793 | 1800 | 1806 | 1821 | 1831 | 1836 | 1841 | 1846 | 1851 |
| ---- | ---- | ---- | ---- | ---- | ---- | ---- | ---- | ---- |
| 168  | 176  | 177  | 194  | 177  | 176  | 177  | 169  | 155  |

| 1856 | 1861 | 1866 | 1872 | 1876 | 1881 | 1886 | 1891 | 1896 |
| ---- | ---- | ---- | ---- | ---- | ---- | ---- | ---- | ---- |
| 160  | 165  | 162  | 149  | 154  | 147  | 133  | 150  | 145  |

| 1901 | 1906 | 1911 | 1921 | 1926 | 1931 | 1936 | 1946 | 1954 |
| ---- | ---- | ---- | ---- | ---- | ---- | ---- | ---- | ---- |
| 151  | 150  | 144  | 114  | 128  | 112  | 109  | 116  | 102  |

| 1962 | 1968 | 1975 | 1982 | 1990 | 1999 | 2006 | 2007 | 2012 |
| ---- | ---- | ---- | ---- | ---- | ---- | ---- | ---- | ---- |
| 94   | 106  | 96   | 89   | 86   | 94   | 100  | 101  | 122  |

| 2017 | 2022 | - | - | - | - | - | - | - |
| ---- | ---- | - | - | - | - | - | - | - |
| 131  | 126  | - | - | - | - | - | - | - |

#### Pyramide des âges
En 2018, le taux de personnes d'un âge inférieur à 30 ans s'élève à 35,8 %, soit en dessous de la moyenne départementale (36,7 %). De même, le taux de personnes d'âge supérieur à 60 ans est de 16,0 % la même année, alors qu'il est de 24,9 % au niveau départemental.
En 2018, la commune comptait 64 hommes pour 70 femmes, soit un taux de 52,24 % de femmes, légèrement supérieur au taux départemental (51,5 %).
Les pyramides des âges de la commune et du département s'établissent comme suit.
| Hommes | Classe d’âge | Femmes |
| ------ | ------------ | ------ |
| 0,0    | 90 ou +      | 1,5    |
| 9,5    | 75-89 ans    | 5,9    |
| 4,8    | 60-74 ans    | 10,3   |
| 25,4   | 45-59 ans    | 22,1   |
| 27,0   | 30-44 ans    | 22,1   |
| 14,3   | 15-29 ans    | 13,2   |
| 19,0   | 0-14 ans     | 25,0   |

| Hommes | Classe d’âge | Femmes |
| ------ | ------------ | ------ |
| 0,5    | 90 ou +      | 1,6    |
| 5,6    | 75-89 ans    | 8,9    |
| 16,7   | 60-74 ans    | 18,1   |
| 20,2   | 45-59 ans    | 19,2   |
| 18,9   | 30-44 ans    | 18,1   |
| 18,2   | 15-29 ans    | 16,2   |
| 19,9   | 0-14 ans     | 17,9   |

## Culture locale et patrimoine

### Lieux et monuments
- L'église Saint-Martin, qui fait partie des églises fortifiées du comté d'Artois.
- Le monument aux morts[43].

### Héraldique
| Blason de Écoivres | Blason  | D'or au pal d'azur chargé en cœur d'un annelet d'argent. |
| Blason de Écoivres | Détails | Le statut officiel du blason reste à déterminer.         |

## Pour approfondir